# 19e étape du Tour d'Espagne 2015
La 19e étape du Tour d'Espagne 2015 s'est déroulée le vendredi 11 septembre 2015, entre Medina del Campo et Ávila, sur une distance de 185,8 km.

## Résultats

### Classement de l'étape
| Classement de l'étape | Classement de l'étape | Classement de l'étape | Classement de l'étape  | Classement de l'étape |
|                       | Coureur               | Pays                  | Équipe                 | Temps                 |
| --------------------- | --------------------- | --------------------- | ---------------------- | --------------------- |
| 1er                   | Alexis Gougeard       | France                | AG2R La Mondiale       | en 4 h 19 min 20 s    |
| 2e                    | Nélson Oliveira       | Portugal              | Lampre-Merida          | + 40 s                |
| 3e                    | Maxime Monfort        | Belgique              | Lotto-Soudal           | + 44 s                |
| 4e                    | Andrey Amador         | Costa Rica            | Movistar               | + 44 s                |
| 5e                    | Tiago Machado         | Portugal              | Katusha                | + 44 s                |
| 6e                    | Amaël Moinard         | France                | BMC Racing             | + 44 s                |
| 7e                    | Fabio Duarte          | Colombie              | Colombia               | + 53 s                |
| 8e                    | David Arroyo          | Espagne               | Caja Rural-Seguros RGA | + 1 min 3 s           |
| 9e                    | Christian Knees       | Allemagne             | Sky                    | + 1 min 17 s          |
| 10e                   | Francisco Ventoso     | Espagne               | Movistar               | + 1 min 17 s          |
| modifier              |                       |                       |                        |                       |

### Classements à l'issue de l'étape

#### Classement général
| Classement général | Classement général | Classement général | Classement général | Classement général  |
|                    | Coureur            | Pays               | Équipe             | Temps               |
| ------------------ | ------------------ | ------------------ | ------------------ | ------------------- |
| 1er                | Tom Dumoulin       | Pays-Bas           | Giant-Alpecin      | en 78 h 21 min 50 s |
| 2e                 | Fabio Aru          | Italie             | Astana             | + 6 s               |
| 3e                 | Joaquim Rodríguez  | Espagne            | Katusha            | + 1 min 24 s        |
| 4e                 | Rafał Majka        | Pologne            | Tinkoff-Saxo       | + 2 min 31 s        |
| 5e                 | Nairo Quintana     | Colombie           | Movistar           | + 3 min 2 s         |
| 6e                 | Alejandro Valverde | Espagne            | Movistar           | + 3 min 24 s        |
| 7e                 | Esteban Chaves     | Colombie           | Orica-GreenEDGE    | + 3 min 39 s        |
| 8e                 | Daniel Moreno      | Espagne            | Katusha            | + 3 min 46 s        |
| 9e                 | Mikel Nieve        | Espagne            | Sky                | + 4 min 19 s        |
| 10e                | Louis Meintjes     | Afrique du Sud     | MTN-Qhubeka        | + 7 min             |
| modifier           |                    |                    |                    |                     |